# Hermann Hohn
Hermann Hohn (* 11. Oktober 1897 in Renchen; † 13. November 1968 in Ladenburg) war ein deutscher Generalleutnant des Heeres der Wehrmacht im Zweiten Weltkrieg. Von 1953 bis 1965 war er als Kandidat einer Freien Wähler Vereinigung Bürgermeister von Ladenburg.

## Leben
Beförderungen
- 24. August 1916 Gefreiter
- 21. Dezember 1916 Unteroffizier
- 20. Oktober 1917 Leutnant
- unbekannt Oberleutnant
- 1. September 1935 Hauptmann
- 1. August 1938 Major
- 1. August 1941 Oberstleutnant
- 1. Januar 1943 Oberst
- 1. März 1944 Generalmajor
- 30. Januar 1945 Generalleutnant

### Erster Weltkrieg
Hohn trat nach Ausbruch des Ersten Weltkrieges als Freiwilliger am 15. Januar 1915 in das III. Rekrutendepot des Niedersächsischen Fußartillerie-Regiments Nr. 10 ein. Am 8. März 1915 wechselte er in die 4. Batterie des Ersatz-Bataillons über. Vom 15. April 1915 bis 30. April 1916 war er beim Artillerie-Messtrupp 23, kehrte kurzzeitig zum Ersatz-Bataillon zurück und kam anschließend am 24. August 1916 zum Stab des Fußartillerie-Bataillons Nr. 66. Am 14. Oktober 1916 erfolgte Hohns Versetzung zur 2. Batterie des 4. Lothringischen Feldartillerie-Regiments Nr. 70. Vom 11. April bis 7. Juni 1917 kommandierte man ihn zum Fahnenjunkerlehrgang in Jüterbog. Zurück an der Westfront, wurde Hohn im Juli 1917 dem Ersatz-Bataillon des Lothringischen Fußartillerie-Regiment Nr. 16 zugeteilt, wo er bis zum 20. August 1917 verblieb. Im Anschluss hieran kam Hohn zum Fußartillerie-Bataillon Nr. 32.

### Weimarer Republik
Nach Kriegsende wurde Hohn am 19. Dezember 1918 zum Ersatz-Bataillon des 2. Westpreußischen Fußartillerie-Regiments Nr. 17 versetzt, dem er bis zur Demobilisierung im Januar 1919 angehörte. Anschließend erfolgte bis Anfang April 1919 die Verwendung als Batterieführer in der I. Abteilung des Lothringischen Fußartillerie-Regiments Nr. 16 sowie danach in der Freiwilligen-Fußartillerie-Abteilung Dieskau und der Reichswehr-Brigade 8. Am 31. Dezember 1920 schied Hohn aus dem Militärdienst.
1922 begann er ein Studium der Staatswissenschaften an der Universität Heidelberg und arbeitete von 1923 bis 1929 als Angestellter in einer Bankfiliale. Im gleichen Jahr nahm Hohn ein Studium der Handelswirtschaft an der Handelshochschule Mannheim auf. 1933 wurde er an der inzwischen in die Universität Heidelberg eingegliederten Hochschule mit einer Dissertation über Möglichkeit und Notwendigkeit intensiver innerer Kolonisation östlich der Elbe promoviert. Während seines Studiums wurde er Mitglied der AMV Stauffia Heidelberg (im Sondershäuser Verband).

### Zeit des Nationalsozialismus
Zum 1. September 1935 wurde Hohn, im Range eines Hauptmanns der Reserve, für das Heer der Wehrmacht reaktiviert und dem Infanterie-Regiment Regensburg zugeteilt. Im Oktober 1935 erfolgte seine Abkommandierung zum Infanterie-Regiment 62, in dem er bis Ende September 1936 als Kompaniechef eingesetzt war. Die gleiche Funktion hatte Hohn bis Oktober 1937 im Infanterie-Regiment 82 sowie anschließend bis Juni 1939 im Infanterie-Regiment 74 inne.
Im Juli 1939 wurde Hohn in das Generalkommando der Grenztruppen Eifel abkommandiert, wo er die Funktion des 1. Adjutanten (IIa) der Personalverwaltung für Offiziere innehatte. Im September 1939 wurde dieses bestehende Generalkommando in das Generalkommando des XXIII. Armeekorps umbenannt. Im November des gleichen Jahres wurde Hohn als Adjutant der 72. Infanterie-Division zugeteilt. Mit dieser nahm er im Frühjahr 1940 am Westfeldzug teil und verblieb im Anschluss daran mittelfristig als Besatzungsmacht. Zum 1. Dezember 1940 wurde Hohn zum Bataillonskommandeur des II. Bataillons des Infanterie-Regiments 105 ernannt. Das Regiment nahm im Rahmen der 72. Infanterie-Division zunächst am Balkanfeldzug teil und stand, nach Beginn des Unternehmens Barbarossa, ab Juni 1941 im Südabschnitt der Ostfront. Das Regiment nahm anschließend an der Eroberung der Halbinsel Krim teil sowie im Sommer 1942 an der Schlacht um Sewastopol. Im Anschluss hieran wurde Hohn vom 13. Juli bis 16. September 1942 mit der Führung des Infanterie-Regiments 124 betraut, welches als „Schwesterregiment“ zunächst ebenfalls auf der Krim, ab August 1942 im Mittelabschnitt der Ostfront, eingesetzt war. Zum 1. Oktober 1942 stieg Hohn zum Kommandeur des Infanterie-Regiments 105 auf, welches am 15. Oktober 1942 in das Grenadier-Regiment 105 umbenannt wurde. Im Rahmen der 72. Infanterie-Division führte Hohn das Regiment im Mittelabschnitt der Ostfront im Raum Rschew. Zum 1. Juli 1943 wurde er mit der Führung der 72. Infanterie-Division betraut, die unter seinem Kommando am Unternehmen Zitadelle teilnahm. Nach Abbruch der Offensive, wurde Hohns Division, unter dem Druck der Roten Armee in die Defensive gedrängt und bis Mitte November 1943 in Rückzugsgefechte verwickelt. Im Dezember geriet die Division im Rahmen der sowjetischen Dnepr-Karpaten-Operation in den Kessel von Tscherkassy und wurde eingeschlossen. Dort ging die Division südöstlich von Chilki in Verteidigungsstellung über. Anfang Februar 1944 lag die Division im nordwestlichen Teil des Kessels, wo Hohn den Ausbruch erzwang. Die Reste der 72. Infanterie-Division erreichten die deutschen Linien bei Lissjanka etwa Mitte Februar 1944. Anschließend wurden die Reste der Division zur Auffrischung nach Wladimir Wolynsk in Ruhestellung verlegt.
Währenddessen wurde Hermann Hohn in die Führerreserve versetzt, um bis Ende Mai 1944 einen Divisionslehrgang zu besuchen. Am 1. Juli 1944 wurde er erneut zum Kommandeur der 72. Infanterie-Division ernannt, die er anschließend bis kurz vor Kriegsende 1945 kommandierte. Am 9. November 1944 wurde Generalmajor Hohn mit den „Schwertern zum Eichenlaub des Ritterkreuzes des Eisernen Kreuzes“ ausgezeichnet. Die Division hielt damals ihre Stellungen am Brückenkopf von Baranov. Mit Beginn der russischen Winteroffensive am 12. Januar 1945 zog sie sich unter schweren Verlusten bis auf die sog. „Festung“ Glogau zurück. Die Kampfgruppe der 72. Infanterie-Division hielt in schweren Abwehrkämpfen zunächst ihre Stellungen, wich dann jedoch vor den russischen Angriffen zurück. Am 20. April 1945 übergab Hohn das Kommando der Division an Generalleutnant Hugo Beißwänger, denn er war mit der Führung des IX. Armeekorps im Bereich der Heeresgruppe Mitte beauftragt worden. Während der Großteil der unterstellten Verbände bei Kriegsende in sowjetische Gefangenschaft geriet, konnte sich Hohn in Richtung Westen absetzen, um sich am 9. Mai 1945 den dortigen US-amerikanisch-britischen Truppen zu ergeben.

### Nachkriegszeit
Am 23. Februar 1948 wurde er aus der Kriegsgefangenschaft entlassen und ließ sich in Ladenburg nieder. Dort war er von 1953 bis 1965 Bürgermeister der Stadt. Er wurde Ehrenvorsitzender des FV 1903 e.V. Ladenburg. und war auch beim Verein der Hundefreunde Ladenburg/N. von 1910 e.V. aktiv.

## Auszeichnungen
- Eisernes Kreuz (1914) II. und I. Klasse am 31. Oktober 1917 bzw. März 1919
- Verwundetenabzeichen (1939) in Silber
- Deutsches Kreuz in Gold am 17. April 1943[5]
- Ritterkreuz des Eisernen Kreuzes mit Eichenlaub und Schwertern[5]
  - Ritterkreuz am 28. November 1943
  - Eichenlaub am 1. März 1944 (410. Verleihung)
  - Schwerter am 31. Oktober 1944 (109. Verleihung)
- Nennung im Wehrmachtbericht am 6. Dezember 1943 und 19. August 1944[6][7]